# Masaki Yokotani
Masaki Yokotani (横谷 政樹, Yokotani Masaki) né le 10 mai 1952 à Préfecture de Kyoto au Japon est un footballeur japonais.